# Protasio di Boskovic e Černahora
Protasio di Boskovic e Černahora, chiamato anche Tas Černohorský di Boskowitz, in ceco Tas z Boskovic (Boemia, 1430/1432 – Vyškov, 25 agosto 1482), è stato un umanista, diplomatico e vescovo cattolico ceco di Olomouc.

## Biografia
Protasio proveniva dalla nobile famiglia morava dei Boskovic, che professava l'hussitismo durante la Riforma boema. Suo padre Benedetto (Beneš) di Boskovic, un sottociambellano moravo, si convertì al cattolicesimo nel 1451 con tutta la sua famiglia, dopo essere sfuggito a un'imboscata, per l'influenza del predicatore Giovanni da Capestrano, indirizzando Protasio alla carriera ecclesiastica.
Protasio studiò dal 1446 a Vienna, quindi a Ferrara e Padova (dove il suo ritratto campeggia nella Sala dei Quaranta di Palazzo Bo). In seguito insegnò presumibilmente presso l'Università di Pavia e conobbe importanti umanisti italiani, tra i quali Giano Pannonio, Guarino Veronese e Teodoro Gaza. Fu canonico del capitolo della cattedrale di Olomouc, fu nominato prevosto di San Pietro a Brno nel 1455 e gli fu assegnata inoltre la parrocchia di Falkenstein.

### Vescovo di Olomouc
Dopo la morte del vescovo di Olomouc Bohuslav ze Zvole, Protasio fu eletto suo successore. Nel novembre 1457 ebbe la nomina papale. L'ordinazione episcopale avvenne il 27 luglio 1459 da parte del vescovo di Breslavia Jost di Rosenberg.
Protasio assunse il suo incarico in una difficile situazione finanziaria e politica. Molte proprietà vescovili erano state distrutte o ipotecate a causa delle guerre hussite. Riuscì tuttavia a riacquistare uno per uno molti beni, di cui fece redigere un registro nel 1465. Per la città episcopale di Wischau avviò importanti investimenti edilizi.
Mantenne un rapporto di fiducia con il re di Boemia Giorgio di Poděbrady e assunse per esso vari incarichi diplomatici. Nel 1460 si recò dall'imperatore Federico III per mediare un conflitto; nel 1462 partecipò alla riunione dei sostenitori reali di Poděbrady a České Budějovice e subito dopo negoziò con il re polacco.

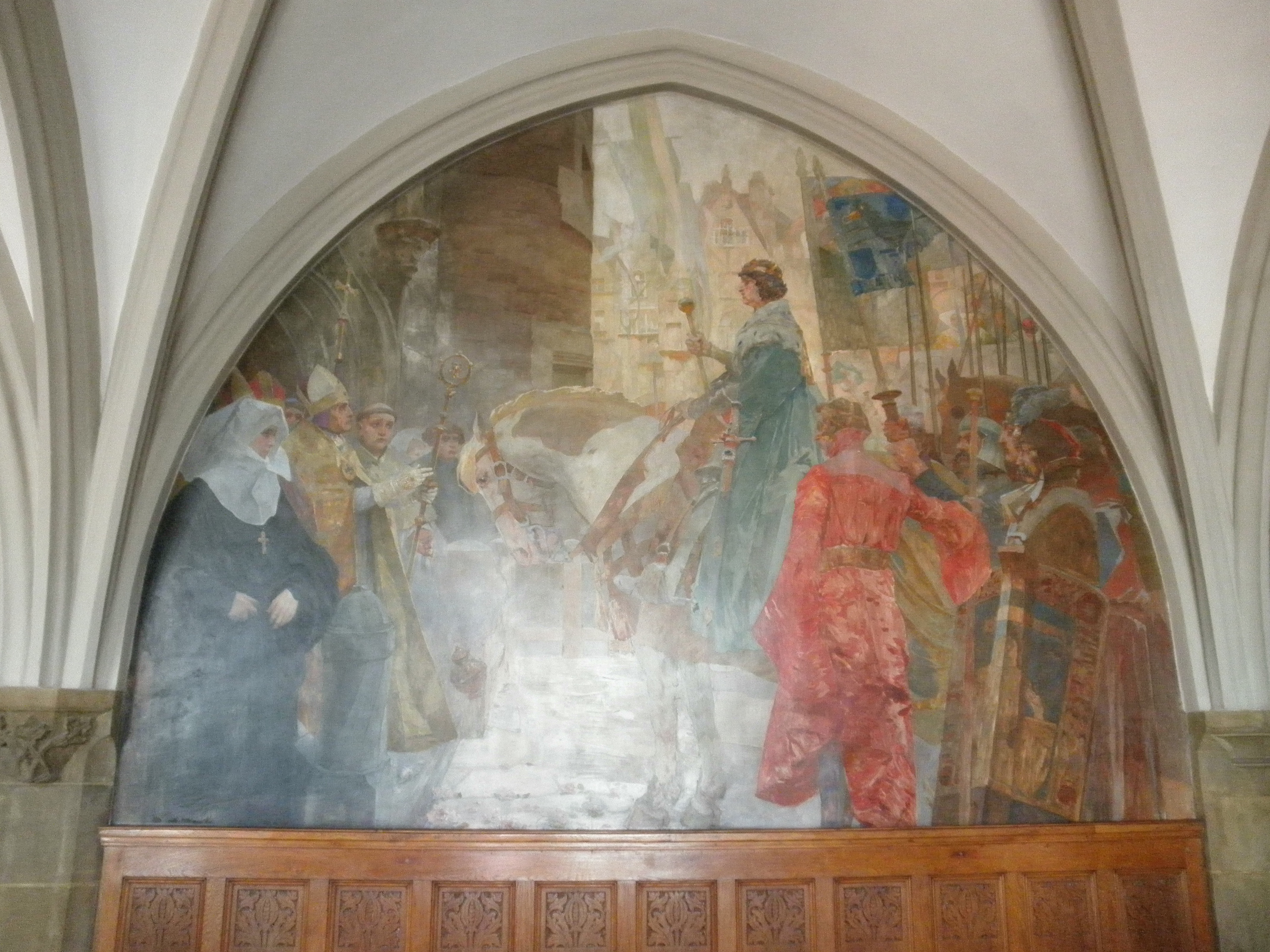
Protasio di Boskowic e Černahora e re Mattia Corvino a Olomouc. Affresco di Charles Wilda, c. 1902-1904.

Solo dopo essere stato minacciato di anatema dal papa, Protasio e le sue truppe si unirono all'opposizione cattolica nel 1467. Appoggiò il re ungherese Mattia Corvino e preparò la sua elezione segreta come anti-re di Boemia. Dopo la morte di Poděbrady, partecipò il 27 maggio 1471 alla proclamazione e conferma di Mattia Corvino come re di Boemia, mentre gli stati boemi eleggevano il re polacco Ladislao II. Nel 1478 Protasio prese parte ai colloqui di pace tra Ladislao e Mattia Corvino a Brno, che portarono infine alla pace di Olomouc nel 1479.
Protasio possedeva una vasta cultura e promosse l'educazione umanistica nella sua diocesi. Per migliorare il sistema scolastico, istituì succursali per i minoriti italiani che utilizzò come insegnanti. Morì nel 1482 a causa della peste, venendo sepolto nella cattedrale di Olomouc.

## Genealogia episcopale
La genealogia episcopale è:
- Vescovo Peter von Schleinitz
- Vescovo Kaspar von Schönberg
- Vescovo Jodok z Rożemberka, O.S.Io.Hieros.
- Vescovo Protáz Černohorský z Boskovic